# Emory Sekaquaptewa
Emory Sekaquaptewa (28 de dezembro de 1928 – 14 de dezembro de 2007) foi um líder Hopi e estudioso da vila de Hotevilla, em Third Mesa. Conhecido como o "Primeiro Hopi" ou "Primeiro índio", ele é mais conhecido por seu papel na compilação do primeiro dicionário da língua Hopi . Tornou-se professor assistente do Departamento de Antropologia da Universidade do Arizona em 1972 e foi professor do Bureau de Pesquisa Aplicada em Antropologia de 1990 a 2007. Emory recebeu o 4º Prêmio Anual Spirit of the Heard do Heard Museum em outubro de 2007.

## Histórico
Emory Sekaquaptewa nasceu em Hotevilla em Third Mesa, na Reserva Hopi do norte do Arizona, em 1928. Como não há registros formais do dia do seu nascimento, ele considerou o dia 28 de dezembro como seu aniversário para fins oficiais. Ele foi considerado o primeiro nativo americano do Arizona a frequentar a academia militar West Point, e mais tarde frequentou a faculdade de direito na Universidade do Arizona, graduando-se em 1970.
Ele ocupou vários cargos de liderança na aldeia de Kykotsmovi, assim como também esteve em cargos no Conselho Tribal Hopi e como juiz na divisão de apelação do Tribunal Tribal Hopi.
Sekaquaptewa foi casado com Beverly Sekaquaptewa e era filho de Helen e Emory Sekaquaptewa, Sr., que se conheceram na Phoenix Indian School por volta de 1915. A história de sua mãe foi narrada a Louise Udall e posteriormente contada no livro Me and Mine: The Life Story Of Helen Sekaquaptewa, publicado pela University of Arizona Press, Tucson, no ano de 1969. Seu pai era fazendeiro e atuava como juiz do tribunal da tribo. Entre seus irmãos estavam ainda Abbott, que era presidente tribal de longa data, e Marlene, uma líder política local e fabricante de colchas. Sua família tinha proeminência política e econômica na tribo.
Sekaquaptewa recebeu o 4º Prêmio Anual Spirit of the Heard do Museu Heard em 5 de outubro de 2007, por suas contribuições à Missão Heard: "Educar o público sobre o patrimônio e as culturas vivas e arte dos povos nativos, com ênfase em os povos do Sudoeste."

## Bolsa de estudos
Sekaquaptewa foi o "Editor Cultural" no Hopi Dictionary Project, que produziu o primeiro dicionário Hopi: Hopi Dictionary/Hopìikwa Lavàytutuveni: A Hopi–English Dictionary of the Third Mesa Dialect em 1998. O dicionário de 900 páginas contém entradas em 30.000 palavras, bem como um esboço da gramática Hopi. Este dicionário é creditado por desempenhar um papel importante na revitalização da língua Hopi e levou trinta anos para ser concluído, uma vez que a língua não tinha padrão ou variante recebida e é altamente complexa.
Tornou-se professor assistente do Departamento de Antropologia da Universidade do Arizona em 1972 e foi professor do Bureau de Pesquisa Aplicada em Antropologia de 1990 a 2007. Como acadêmico, Sekaquaptewa foi coautor de livros e artigos, incluindo um capítulo sobre o conceito hopi de palhaço chamado “Mais um sorriso para um palhaço hopi”.

## Hopicrafts
Por volta de 1961, Sekaquaptewa e seu irmão Wayne Sekaquaptewa abriram a Hopi Enterprises em Phoenix, um negócio que empregava ourives Hopi para fazer joias de sobreposição para venda. Dois dos ourives contratados foram Harry Sakyesva e Bernard Dawahoya. Em 1962, Emory e Wayne mudaram o negócio para a vila de Kykotsmovi em Third Mesa na Reserva Hopi e o renomearam como Hopicrafts. A empresa desenvolveu seus próprios designs e estilo de sobreposição e competiu com sucesso com o Hopi Silvercraft Guild em Second Mesa. Ele empregou muitos ourives talentosos enquanto estava em operação. Todas as peças feitas na loja traziam a marca registrada da loja com um "H" maiúsculo e um "C" minúsculo. Sekaquaptewa fazia joias de prata com a marca SEKAQUAPTEWA, seu irmão Wayne fazia joias apenas ocasionalmente e compartilhava a marca. A Hopicrafts fechou em 1983. Seu sobrinho Phillip Sekaquaptewa, filho de Wayne Sekaquaptewa, era um ourives talentoso e habilidoso não apenas na técnica de sobreposição de prata Hopi, mas também em um mestre contemporâneo original de incrustações de pedra e prata.